# 아가씨들과 사이좋게 (베토벤)
아가씨들과 사이좋게(독일어: Mit Mädeln sich vertragen), WoO 90은 루트비히 판 베토벤의 베이스와 관현악을 위한 연주회용 아리아이다.

## 개요
이탈리아 오페라 부파 스타일의 작품이다. 이것은 능숙하게 조율되며, 크게 감지하기 힘든 순간의 유머를 가지고 있다. 이 텍스트는 괴테의 빌라 "벨라의 클라우디네"에서 발췌했으며, 남성이 여성을 두고 싸우는 방법을 설명한다. 베토벤은 선거후의 궁중 가수 요제프 럭스를 위해 이 작품과 또 다른 베이스 아리아인 키스의 시도, WoO 89를 작곡 한 것으로 보인다. 작곡 시기는 약 1790-2년이며, 베토벤의 생애 동안에는 출판되지 않았고, 1888년에 브라이트코프 운트 헤르텔이 라이프 치히에서 출판한 베토벤 작품 전체 판의 일부로 처음 인쇄되었다.

## 음악
베토벤은 이 작품을 위해 오보에 두 개, 호른 두 개, 현악기 등 다소 제한된 오케스트라의 포즈를 선택했다. 알레그로 비바체 아니모소, 라장조, 6/8 박자, 연주시간 약 5분의 이 작품은 ABABA 형식에 속한다. 베토벤은 민요의 방식으로 첫 번째 절의 텍스트와 음악을 반복, 처음에는 딸림음으로 이동하고, 두 번째에는 으뜸음으로 돌아가, 구조에 목관 악기를 추가한다. 텍스트가 검과 함께 결투하는 소리를 재현하는 B 섹션은, 목관 악기들이 베이스 가수의 감정의 분출을 제각기 울리게 하는 동안, 라장조 딸림음에 초점을 맞춘다. A가 처음과 같은 형태로 돌아온 후, B가 다시 나타나지만 사장조에서는 멜로디와 텍스트 표현이 수정되었다. 섹션 A의 최종 반환도 변경되어 두 섹션의 텍스트를 결합하는 코다로 이어진다. 이 아리아의 오케스트레이션은 키스의 시도, WoO 98보다 간단하지만, 전자는 조화와 전체 구조 측면에서 훨씬 더 모험적이고 흥미롭다. 보컬 쓰기도 더 표현력이 있다.

## 가사
Mit Mädeln sich vertragen,

Mit Männern 'rumgeschlagen,

Und mehr Credit als Geld;

So kommt man durch die Welt.

Ein Lied, am Abend warm gesungen,

Hat mir schon manches Herz errungen;

Und steht der Neider an der Wand,

Hervor den Degen in der Hand;

'Raus, feurig, frisch,

Den Flederwisch!

Kling! Kling! Klang! Klang!

Dik! Dik! Dak! Dak!

Krik! Krak!

Mit Mädeln sich vertragen,

Mit Männern 'rumgeschlagen,

Und mehr Credit als Geld;

So kommt man durch die Welt.
우리는 여자와 사이가 좋다,

남자들과는 싸웠다,

게다가 돈보다도 신용이 있다;

이리하여 세상을 살아간다.

어떤 따뜻한 밤에 노래를 불렀다.

나는 이미 많은 마음을 손에 넣었다;

질투하는 자를 벽에 댄다,

그의 손에 있는 그의 칼;

꺼져라, 불같은, 건방진,

경박한 사람!

땡그랑! 땡그랑! 땡그랑! 땡그랑!

형사! 형사! 닥! 닥!

근육 경련! 갈라진 금!

우리는 여자와 사이가 좋다,

남자들과는 싸웠다,

게다가 돈보다도 신용이 있다;

이리하여 세상을 살아간다. 

## 참고 문헌
각주
1. 1 2  “Mit Mädeln sich vertragen, aria… | Details” (영어). 2021년 1월 20일에 확인함.

출처
- "아가씨와 사이좋게", WoO 90: Scores - 국제 악보 도서관 프로젝트 (IMSLP)